# Szirmai Rezső
Szirmai Rezső, született Schwarczkopf (Budapest, 1901. szeptember 16. – Budapest, 1966. november 11.) magyar író, újságíró, színműíró.

## Élete
Schwarczkopf Ödön (1862–1926) kereskedősegéd és Berger Eszter (1865–1952) fia. Budapesten orvosnak tanult, de kétévi egyetemi tanulmányok után az újságírói pályát választotta. 1923-ban Az Est-lapokhoz került és 1934-től 1939-ig Az Est szerkesztője volt. 1934–35-ben a Bethlen Téri Színház dramaturgja volt. 1940-től a Magyar Nemzetbe is írt verseket, a zsidótörvények miatt Tihaméry András álnéven, majd 1957-től a lap novella- és tárcaszerzője volt. A második világháború után a Világosság, később a Szivárvány és az Új Hírek, majd az Ország-Világ szerkesztője volt 1962-ig, nyugalomba vonulásáig. Elbeszéléseken, regényeken és színművein kívül több hangjátékot is írt. Ez utóbbiak közül nemzetközi sikert aratott a Senki karácsonyfája, melyet tizenhárom európai ország rádióiban sugároztak.
Felesége Somos (Steiner) Erzsébet volt, Somos (Steiner) József és Schlesinger Gizella lánya, akivel 1930. február 10-én Budapesten kötött házasságot.

## Főbb művei
- Koldusok (elbeszélések, Budapest, 1920)
- Sorsotok a sorsom (versek, Budapest, 1921)
- Menekülő lelkek (regény, Budapest, 1925)
- Örvény (regény, Budapest, 1926)
- Főúr fizetek (színmű, Rozványi Vilmossal, bemutató: 1931)
- Előre megfontolt szándékkal (színmű, Budapest, 1933)
- Riportok a Szovjet Kaukázusból (Budapest, 1937)
- Útvesztőben (regény, Budapest, 1946)
- Fasiszta lelkek (Budapest, 1946)
- Visszafelé az úton (színmű, Budapest, 1949)
- Senki karácsonyfája (hangjáték, 1959)